# M
Вижте пояснителната страница за други значения на M.
M, m е тринадесетата буква от латинската азбука. В голямата част от езиците се нарича ем. В римската цифрова система означава числото хиляда (на латински: mille). Изглежда точно като кирилската буква М.